# Liste de victoires militaires canadiennes
Les batailles suivantes fut remportées par les Canadiens durant les quatre derniers siècles: 

## XVIIesiècle

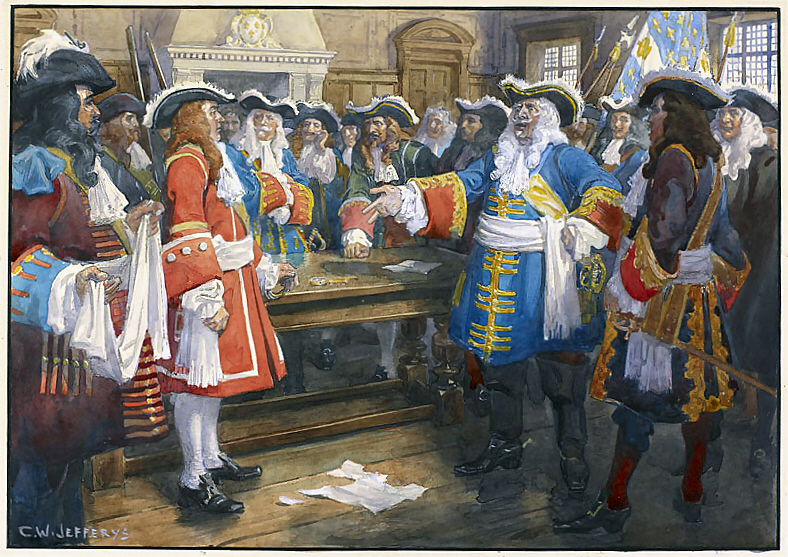
Frontenac reçoit l'envoi de William Phipps demandant la reddition de Québec en 1690

- Guerre Iroquoise (1609)
- Guerre Iroquoise (1666)
- Expédition de la Baie d'Hudson (1686)
- Bataille de Fort Albany
- Bataille de Québec (1690)
- Bataille de Laprairie
- Capture de York Factory
- Bataille de la baie de Fundy
- Capture de Fort Pemaquid (1696)
- Bataille de Fort Nashwaak
- Campagne de la péninsule d'Avalon
- Bataille de la baie d'Hudson

## XVIIIesiècle

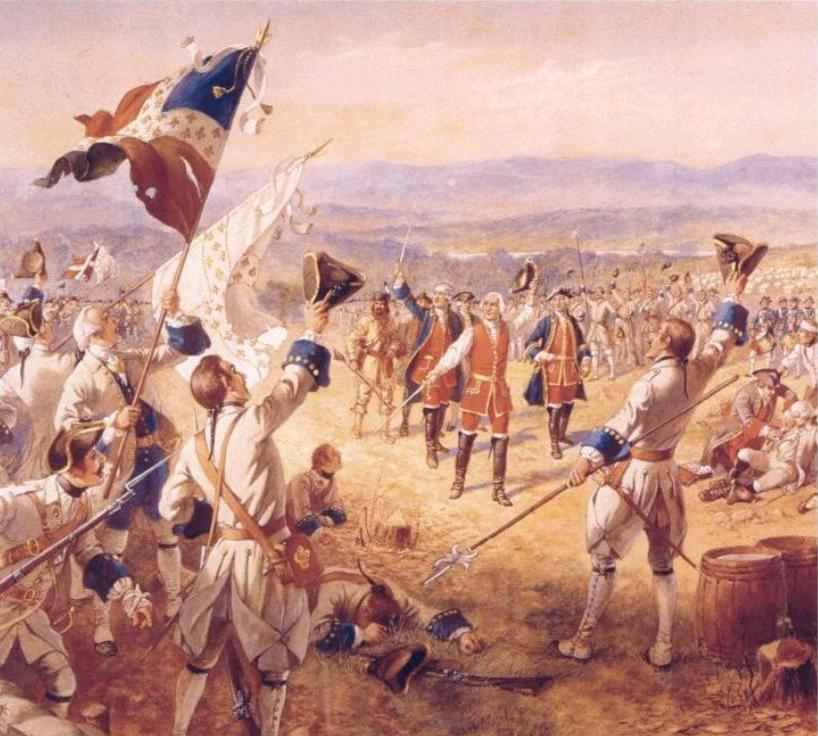
La victoire de Montcalm et ses troupes en 1758

- Bataille de Grand-Pré
- Bataille de Fort Necessity
- L'Expédition de Braddock
- Bataille de la Monongahela
- Bataille de Petitcoudiac
- Bataille de Fort Bull
- Bataille de Fort Oswego
- Bataille en Raquettes (1757)
- Bataille en Raquettes (1758)
- Bataille de Fort William Henry
- Bataille de Fort Carillon
- Bataille de Fort Duquesne
- Bataille de Beauport
- Bataille de Sainte-Foy
- Bataille de Québec (1775)
- Bataille de Trois-Rivières

## XIXesiècle
- Bataille de Fort Dearborn
- Bataille de l'île Mackinac (1812)
- Siège du Fort Mackinac
- Bataille de Détroit
- Bataille de Queenston Heights

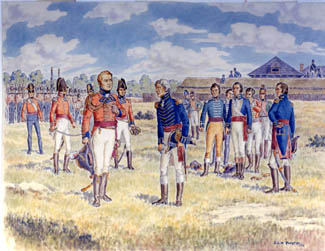
La reddition de Détroit le 15-16 août 1812

- Bataille du moulin de Lacolle (1812)
- Bataille d'Ogdensburg
- Combat de la Shannon et de la Chesapeake
- Bataille de la Châteauguay
- Bataille de Beaver Dams
- Bataille de Cook's Mills
- Bataille de la ferme Crysler
- Bataille de Lundy's Lane
- Bataille de Stoney Creek
- Bataille de l'île Mackinac (1814)
- Incendie de Washington
- Bataille du moulin de Lacolle (1814)
- Bataille de Prairie du Chien
- Bataille de Saint-Denis (Québec)
- Bataille d'Eccles Hill

## XXesiècle
- Bataille d'Ypres (1915)
- Bataille de Flers-Courcelette
- Bataille de la Somme
- Bataille de la Somme (1918)
- Bataille de la crête de Vimy
- Bataille d'Arras (1917)
- Bataille de Passchendaele
- Deuxième Bataille de Passchendaele (en)
- Bataille d'Amiens (1918)
- Bataille de Cambrai (1918)
- Débarquement de Dieppe
- Invasion de l'Italie
- Juno Beach
- Bataille de Caen
- Poche de Falaise
- Bataille de la crête de Verrières
- Opération Fusilade
- Bataille de la région du Rhin
- Opération Veritable
- Opération Goldflake (en)
- Opération Undergo (libération de Calais)